# 키드 브라더
키드 브라더(THE KID BROTHER)는 미국에서 제작된 테드 와일드 감독의 1927년 코미디, 가족, 드라마 영화이다. 해럴드 로이드 등이 주연으로 출연하였다.

## 출연

### 주연
- 해럴드 로이드

### 조연
- 조비너 랄스톤
- 월터 제임스
- 레오 윌리스